# Gibbsia insignis
Gibbsia insignis är en nässelväxtart som beskrevs av Alfred Barton Rendle. Gibbsia insignis ingår i släktet Gibbsia och familjen nässelväxter. Inga underarter finns listade i Catalogue of Life.